# Emet
Emet là một huyện thuộc tỉnh Kütahya, Thổ Nhĩ Kỳ. Huyện có diện tích 1096 km² và dân số thời điểm năm 2007 là 24437 người, mật độ 22 người/km².